# ポール・ウェラー
ポール・ウェラー（Paul Weller、本名John William Weller、1958年5月25日 - ）は、イングランド出身のシンガーソングライター、ミュージシャン。
同国のパンク・ロックバンド「ザ・ジャム」出身。「スタイル・カウンシル」のフロントマンを経て、ソロとして活動。
2006年『ブリット・アウォーズ』功労賞。Q誌選出「歴史上最も偉大な100人のシンガー」第76位。

## 概要・背景
60年代初頭のムーブメント「モッズ」に大きな影響を受けており、その精神：流行に左右されず自分にとってクールなものを追求する姿勢が彼のバックボーンとなっている。その一貫した姿は世代を超えて多くのアーティストに影響を与え、「モッド・ファーザー」と呼ばれるなど多大な尊敬を集めている。
少年時代はビートルズマニアで、スクラップ帳を何冊も作るほどの熱中ぶりであったという。 
ザ・ジャム時代にセックス・ピストルズの2代目ベーシストだったシド・ヴィシャスをビール瓶で殴りつけたことがあり、風貌とは裏腹に荒くれた面もある。
息子のナット・ウェラーは、2014年6月にエイベックスから日本デビューしている。

## 略歴

### ザ・ジャム時代 (1977年 - 1982年)
1977年にザ・ジャムのボーカリスト、ギタリストとしてデビュー。当時流行のパンク/ニュー・ウェイヴの人気バンドとなった。
ザ・ジャムはポール・ウェラーの生まれたロンドン郊外サリー、ウォキングでビートルズなどのカバーをしていたパーティ・バンドであった。結成当時はポール・ウェラーがベース、ブルース・フォクストンとスティーヴ・ブルックスがギター、リック・バックラーがドラムスというフォーピースであったが、スティーヴの脱退と共にポールがギターを、ブルースがベースを担当するようになる。
セックス・ピストルズのライブにインスパイアされ、バンドは徐々にモータウンなどのR&Bを高速で演奏するスタイルに変化。やがてオリジナル中心となり、1977年4月29日にファースト・シングル「イン・ザ・シティ」をリリースすると、いきなりナショナルチャート入りを果たす。パンクを基調にしたサウンドながら当時のパンクスとは違い全員がおしゃれなスーツを纏って演奏するクールなスタイルと、ウェラーのキンクス、スモール・フェイセス、ザ・フーといったモッズアーティストに追随する姿が受け、「モッズ・リバイバル」と呼ばれるブームを巻き起こす。ジャムは順調にヒットを飛ばして成長を遂げ、1980年3月には10枚目のシングル「ゴーイング・アンダーグラウンド」が全英1位に輝き、全英ナンバーワンバンドと言われるほど絶大な人気を集めた。
ウェラーの音楽志向はその後さらにR&Bやファンクをはじめとする黒人音楽に傾倒した展開を見せ、大胆なホーンセクションの導入などにそれが顕著となって表れる。モータウンへのリスペクトをダイレクトにあしらったシングル 「悪意という名の街」 が全英1位を獲得するなどバンドは国民的な人気を維持するが、ウェラーはこの頃から自らの音楽性の変化がもはやジャムでは表現し切れなくなってきたことに限界を感じ始める。結局1982年3月リリースの6thアルバム『ザ・ギフト』を最後にウェラーは電撃的にバンドの解散を決意。6年の活動期間を経て、ジャムはその絶頂のうちに幕を下ろすこととなった。最期のギグは1982年12月11日にモッズの聖地であるブライトンで行われた。

### ザ・スタイル・カウンシル時代 (1983年 - 1989年)
より「黒さ」を追求するウェラーはネオ・モッズ・バンド「マートン・パーカス」のオルガンプレイヤーであったミック・タルボットとともにポップス/ソウルユニット、ザ・スタイル・カウンシルを結成。1983年3月に1stシングル「スピーク・ライク・ア・チャイルド」を発表し、ソウルやR&Bの影響が濃いブラック・コンテンポラリー的なサウンドへのシフトを見せた。硬派なイメージだったジャム時代のファンの期待は裏切ることになったが、今度はよりポップで洒落たイメージで人気を得る。しかしそのイメージとは反対に歌詞は当時のサッチャー体制に対して過激なものを多分に含み、政治批判をより明確に打ち出していった。非常に実験的・前衛的な楽曲が多く、ニュー・ウェイヴのグループとして認識されることも多い。
スタイル・カウンシルは1984年の1stアルバム『カフェ・ブリュ (Café Bleu)』が高い評価をもって迎えられ、1985年には2ndアルバム『アワ・フェイヴァリット・ショップ (Our Favourite Shop)』が全英1位となるなど、新たな地位を確立していく。また当時バブル経済の真っ只中にあった日本でも、時代にマッチした「おしゃれな音楽」として受け入れられ人気を博す。しかしその後あまりに音楽性が多様化しすぎてしまったことなどにより方向性を見失い、徐々に迷走を始める。セールス的にも不振に陥り、1989年にはハウス色の強いアルバム『モダニズム (Modernism-A New Decade)』を製作するも所属していたポリドールからリリースを拒否され、半ば自然消滅という寂しい形で解散となってしまった。
スタイル・カウンシルのメンバーであり盟友であるスティーヴ・ホワイト (ドラム、元オアシスのアラン・ホワイトの実兄) はウェラーのソロ転向後もバックバンドの中心として行動を共にし、現在に至るまで常に欠かせない存在となっている。

### ソロ活動 (1989年 - 現在)

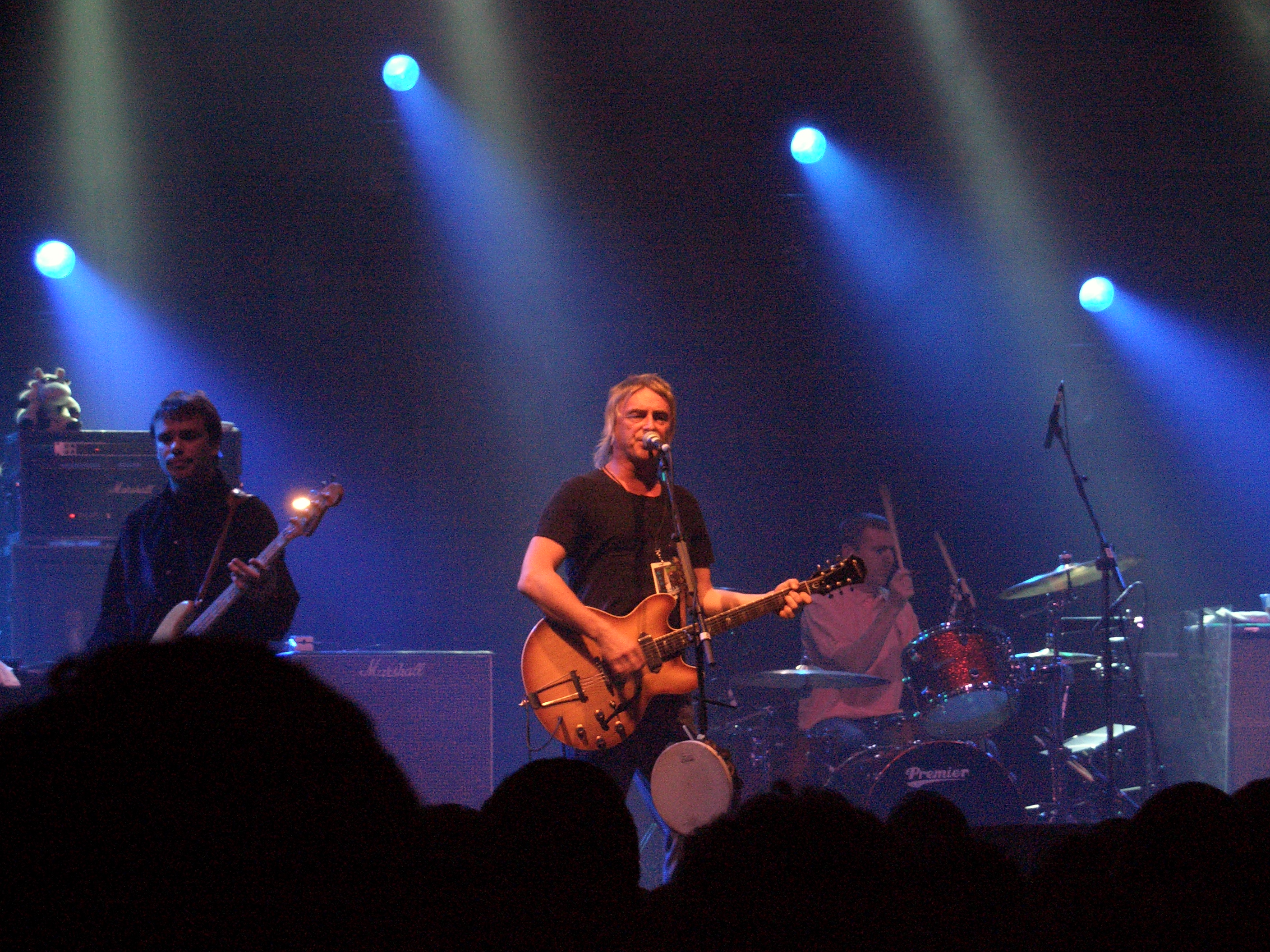
ドイツ・ミュンヘン公演 (2005年10月)

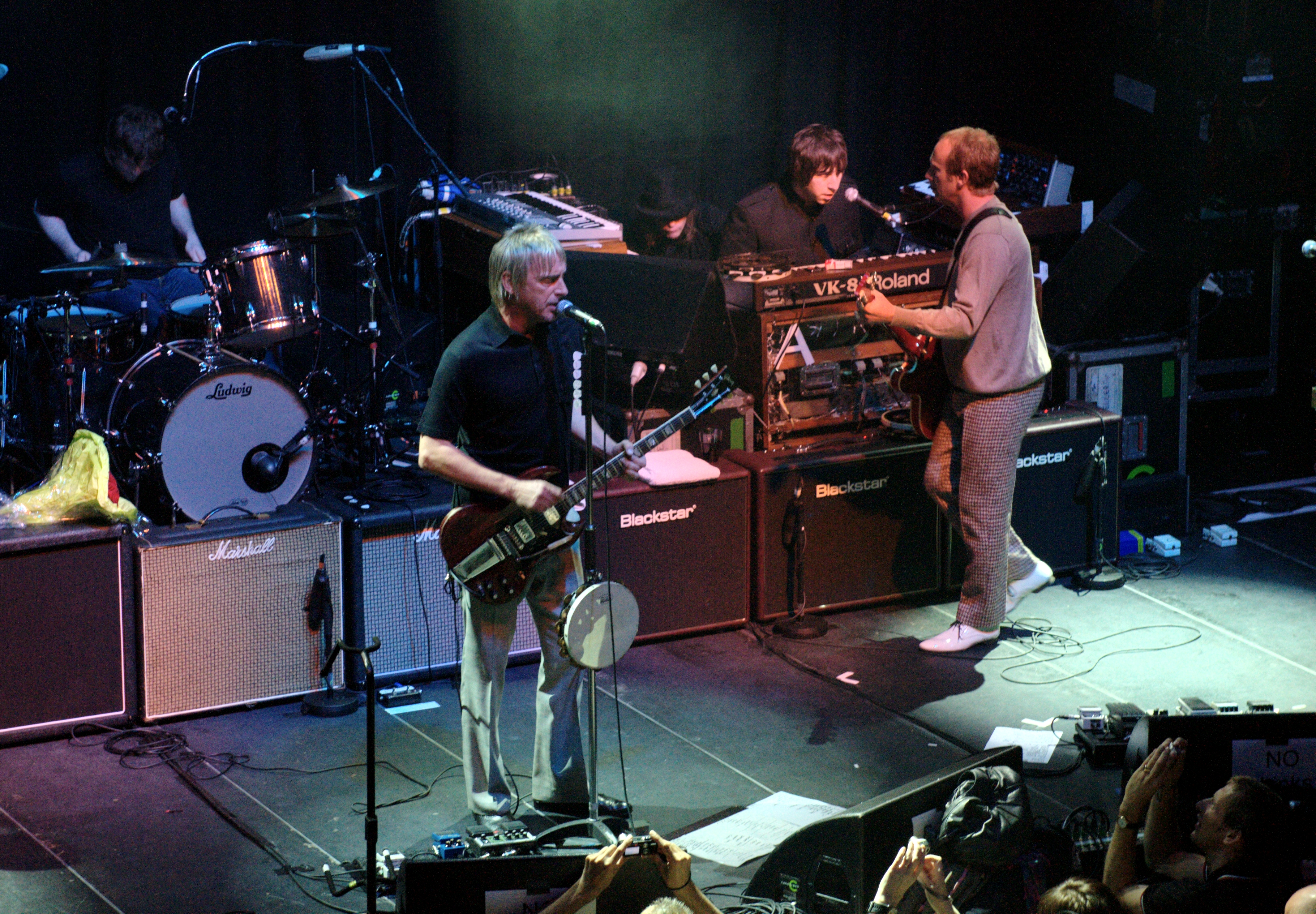
オランダ・アムステルダム公演 (2008年9月)

スタイル・カウンシル消滅のショックで一時は音楽界から身を引くことも考えたようだが、結局「自分には音楽しかない」と考え、それまででは考えられなかったような小さなホールやクラブハウスを周るなど再び一から地道な活動を始める。1991年に「ポール・ウェラー・ムーブメント (Paul Weller Movement)」名義でソロ最初のシングル “Into Tomorrow” を自主制作レーベルFreedom Highからリリース。この時期にはスタイル・カウンシル時代には決して演奏することのなかったジャム時代の曲も披露している。日本でもクラブチッタ川崎などでクラブ・サーキットを行った。
紆余曲折を経て1992年、自身の名前を冠したソロ1stアルバム『ポール・ウェラー (Paul Weller)』を日本のポニーキャニオンから発表 (イギリス本国では契約が取れず、日本に遅れること約半年後Go!Discsよりリリース)。彼自身の音楽に向き合う原点回帰とも呼べる素朴で芯の太いサウンドと、アシッドジャズの影響を感じさせる柔軟でノリの良い曲との対比が印象的である。当時彼は英国内ではメインストリームとは程遠く完全にマイナー・アーティスト扱いであったが、日本ではスタイル・カウンシル時代からのファンが根強く本国よりもヒットした。
続く1993年には前作からさらに力強さを増し、洗練された楽曲を揃えた2ndアルバム『ワイルド・ウッド (Wild Wood)』を発表。じわじわとチャートを上昇し、ソロとしての復活を印象付ける。この頃からオーシャン・カラー・シーンやオアシス、ブラーといった若い世代のアーティストからリスペクトを受けるようになり、結果的にブリットポップ・ムーブメントの火付け役の一人と言える存在となった。1995年にはウェラーの本領発揮とも言うべき英国的な「渋さ」と先人に対する敬愛の念、さらに当時の音楽シーンからの逆影響をフルに詰め込んだ3rdアルバム『スタンリー・ロード (Stanley Road)』が、当時UKを席巻していた (自らもその形成に一役買っていた) ブリットポップの波にも乗って大ヒット。ソロ転向後初の全英1位に輝くなど延々チャートに居座り続け、完全復活を果たす。
その後も定期的にアルバムをリリースし、自らの音楽遍歴を生かした多様な楽曲を発表。年齢を感じさせない鋭いロックサウンドを前面に押し出した『ヘヴィー・ソウル (Heavy Soul、1997年)』 『アズ・イズ・ナウ (As Is Now、2005年)』や洗練された音が魅力の『ヒーリオセントリック (Heliocentric、2000年)』 『イルミネーション (Illumination、2002年)』のほかボブ・ディラン、トラフィック、ニール・ヤング、ドクター・ジョンなどのルーツ・ミュージックに接近した作品も多数製作しており、その嗜好は自身初のフルカバーアルバム『スタジオ150 (Studio 150、2004年)』に凝縮されている。
2006年のブリット・アワードで功労賞を受賞。いまだシーンの最前線で活躍するUKロック/ソウルを代表する大御所としての地位を完全に確立している。齢40を超えてようやく過去の栄光から吹っ切れたのか、近年は今まであまり演りたがらなかったジャム時代の曲も頻繁にパフォーマンスするようになった。
2008年にはオアシスのノエル・ギャラガーとゲム・アーチャーのギタリスト2人組、リトル・バーリー、元ストーン・ローゼズのアジズ・イブラヒムやシングル“This Old Town”で競演していた元ブラーのグレアム・コクソン、おなじみのスティーブ・クラドックやサイモン・ダインなどそうそうたるゲストアーティストを迎えた壮大なコンセプト・アルバム『22ドリームス (22 Dreams)』をリリース。全英初登場1位を獲得し、変わらぬ健在ぶりを見せている。
2014年には、娘のリア・ウェラーと共にファッションブランドDAKSの宣伝ビジュアルモデルに起用された。

## 使用楽器
愛用のギターは、「エピフォン・カジノ（2PUタイプ)」「フェンダー・テレキャスター」「ギブソン・SG」「ギブソン・J-45」「リッケンバッカー330」「Hofner Bass」など。

## ディスコグラフィ

### アルバム
- ポール・ウェラー Paul Weller （1992年）
- ワイルド・ウッド Wild Wood （1993年）
- スタンリー・ロード Stanley Road （1995年）
- ヘヴィー・ソウル Heavy Soul （1997年）
- ヒーリオセントリック Heliocentric （2000年）
- イルミネーション Illumination （2002年）
- スタジオ150 Studio 150 （2004年）
- アズ・イズ・ナウ As Is Now （2005年）
- 22ドリームス 22 Dreams （2008年）
- ウェイク・アップ・ザ・ネイション　Wake Up the Nation （2010年）
- ソニック・キックス　SONIK KICKS （2012年）
- サターンズ・パターン Saturns Pattern　(2015年)
- ア・カインド・レボリューション A Kind Revolution （2017年）
- トゥルー・ミーニングス True Meanings （2018年）
- オン・サンセット On Sunset （2020年）
- ファット ポップ Fat Pop （2021年）
- 66（2024年）

## 日本公演
- 1991年 - 11月25日 CLUB CITTA'、26日 ON AIR、29日 CLUB CITTA'
- 1992年 - 3月2日 西麻布Yellow、7月8日 中野サンプラザ、12日 NHKホール、13日 中野サンプラザ、16日 NHKホール
- 1993年 - 10月27日 中野サンプラザ、31日 渋谷公会堂、11月1日 簡易保険ホール、11月5日　大阪フェスティバルホール　7日 NHKホール
- 1994年 - 10月5日,7日 簡易保険ホール、10日 東京ベイN.K.ホール
- 1997年 - 10月16日 大阪 厚生年金会館、17日 東京 新宿リキッドルーム、19日,20日,22日,23日 赤坂BLITZ
- 2000年 - 9月9日 Zepp Osaka、10日 Zepp Fukuoka、13日,14日 東京国際フォーラムホールＡ、16日 Zepp Sendai、17日 小岩井農場
- 2001年 - 7月12日 SHIBUYA-AX、13日 MOTHER HALL、14日 DRUM LOGOS、16日 赤坂BLITZ、17日 渋谷クラブクアトロ
- 2004年　　The Rock Odyssey - 7月24日 横浜国際総合競技場、25日 大阪ドーム
- 2006年 - 3月29日 中野サンプラザ、31日,4月1日 Zepp Tokyo、3日 Zepp Osaka
- 2008年 - 8月7日 SHIBUYA-AX、Summer Sonic 08-9日幕張メッセ、10日 大阪舞州
- 2009年 - 4月3日 CLUB CITTA'、4日 STUDIO COAST、5日 CLUB DIAMOND HALL、 7日 福岡DRUM LOGOS、 8日 なんばHATCH、 9日 広島CLUB QUATTRO、 7月24日 フジロックフェスティバル
- 2012年 - 10月22日 Zepp DiverCity（ゲスト：OKAMOTO'S）、10月23日 Zepp DiverCity（ゲスト：the HIATUS）、10月25日 Zepp Nagoya（ゲスト：The Birthday）、10月26日 Zepp Namba（ゲスト：藤巻亮太）、10月27日 Zepp DiverCity（ゲスト：くるり）
- 2018年 - 1月19日 NAMBA HATCH、1月20日　YOKOHAMA BAY HALL、1月22日：ROPPONGI EX THEATRE、1月23日：ROPPONGI EX THEATRE
- 2024年 - 1月26日 大阪 なんばHATCH、1月27日　名古屋 DIAMOND HALL、1月30日 札幌 ZEPP SAPPORO、2月1日 宮城 仙台PIT、2月3日 東京 EXシアター六本木、2月4日 東京 EXシアター六本木 *東京公演サポートアクトには娘Leah Wellerが出演[8]